# Ајет (Север-Па д Кале)
Ајет (фр. Ayette) насеље је и општина у североисточној Француској у региону Север-Па д Кале, у департману Па де Кале која припада префектури Арас.
По подацима из 2011. године у општини је живело 326 становника, а густина насељености је износила 63,3 становника/km². Општина се простире на површини од 5,15 km². Налази се на средњој надморској висини од 102 метара (максималној 139 m, а минималној 97 m).

## Демографија
| 1962. | 1968. | 1975. | 1982. | 1990. | 1999. | 2011. |
| ----- | ----- | ----- | ----- | ----- | ----- | ----- |
| 340   | 351   | 336   | 306   | 335   | 336   | 326   |

График промене броја становника у току последњих година